# Отори Кэйсукэ
Отори Кэйсукэ (大鳥 圭介, 14 апреля 1833 — 15 июня 1911) — японский военачальник и дипломат.

## Биография

### Ранняя жизнь и образование
Отори Кэйсукэ родился в деревне Акамацу, в княжестве Ако провинции Харима (современный префектура Хиого), в семье врача Кобаяси Наосукэ. В юном возрасте он поступил в школу Сидзутани в Бидзэне, занимаясь китаеведением, и продолжил свое образование в известной школе Рангаку Огата Коан, где изучал голландский язык и медицину. Дальнейшее обучение было получено в Эдо, куда Отори отправился в школу Цубои Тадамасу, известную тем, что обучал студентов, занимающихся изучением и переводом голландского языка. Находясь в Эдо, он также получил образование у Эгавы Тарозаэмона по военной стратегии, и изучал английский язык с Накахамой Манджиро, таким образом обретая необычно полное для своего времени понимание западной культуры. В результате в 1859 году сёгунат Токугава назначил его инструктором в свой институт Кайсэйдзё, и именно оттуда Отори поступил в армию сёгуната.

### Время в армии Токугава
Вступив в армию Токугава, Отори подал надежды в качестве ученика, быстро став старшим инструктором по тактике пехоты. После периода, проведенного в качестве ученика Жюля Брюне в Иокогаме, изучая специфику тактики французской пехоты, он был повышен до (пехотного магистрата (歩兵奉行, Hohei bugyō)), звания, эквивалентного четырёхзвездному генералу в современной западной армии.
Отори использовал свой статус уважаемого ученого-западника, чтобы сделать довольно неожиданный шаг, предложив сёгуну предложения по государственной реформе. В 1864 году он опубликовал петицию, в которой выразил свое мнение о преимуществах двухпалатного законодательного органа для правительства. На своем посту в армии Отори смог создать элитную бригаду Дэнсютай, созданную по совету стратегов, прикомандированных к французской военной миссии в Японии в 1867—1868 годах. Члены Denshūtai, состоящие из 800 человек, были выбраны на основе способностей, а не происхождения; вопрос особой решимости для Отори, который помнил о своем относительно скромном рождении.

### Война Босин
После военной неудачи в битве при Тоба-Фусими в начале 1868 года сёгун Токугава Ёсинобу вернулся в Эдо и серьёзно задумался о том, чтобы присягнуть на верность новому правительству Мэйдзи. Отори Кэйсукэ и Огури Тадамаса не собирались складывать оружие без боя и заявили о своем намерении продолжать войну, но после сдачи замка Эдо Отори собрал 500 человек армии сёгуната в храме Хо’он-дзи в Асакусе и покинул Эдо. По прибытии в Итикава он присоединился к Хидзикате Тосидзо из Синсэнгуми, Акизуки Тоносукэ из Айдзу, Тацуми Наофуми из Куваны и другие, увеличив свои силы до 2000 человек. Разделив пехоту на три группы, он приказал им атаковать. Один отряд двинулся в сторону Никко, нанеся поражение отряду имперской Армии у Коямы в провинции Симоцукэ. Отдельное подразделение под командованием Хидзиката также нанесло поражение силам Имперской армии в замке Уцуномия и продолжило проникновение в замок через Кояму. Однако в конечном итоге для Отори Кэйсукэ больше не будет военных побед.
Достигнув владения Вакамацу, люди Отори начали отступление с боями, защищая западные подходы к Айдзу. В поисках подкрепления Отори безуспешно просил Мацудайра Катамори собрать крестьян из окрестных деревень и, хотя некоторое время продолжал оставаться в окрестностях Вакамацу, в конце концов был вынужден отступить перед лицом наступления Имперской армии, заставив его путь в Сендай. Там он встретился с адмиралом Эномото Такеаки, прибывшим в залив Мацусима с шестью боевыми кораблями бывшего сёгуната. Поднявшись на эти корабли, отряд направился в Хакодате, Хоккайдо.
Вскоре после этого была создана Республика Эдзо, и в результате первой попытки демократических выборов в истории Японии Отори был избран министром армии. Однако с точки зрения боевого опыта Отори был экспертом в основном в теории; в то время как его заместитель Хидзиката Тосидзо был гораздо более опытен в бою, и неловкость Отори, а также его склонность смеяться и говорить Мата макэта йо! («О, я снова проиграл!») Перед лицом поражения он приобрел плохую репутацию среди своих людей.
В битве при Хакодате, когда имперская армия окружила крепость Горёкаку, Эномото Такеаки хотел погибнуть в бою; однако именно Отори предложил мирную капитуляцию, изменив мнение Эномото своими словами: «Если ты хочешь, чтобы он умирал, ты можешь сделать это в любое время».
Отори был взят под стражу и переведен в тюрьму в Токио; здание, которое по иронии судьбы он построил сам как пехотные казармы Одайра-маэ.

### Дальнейшая жизнь
Находясь в тюрьме, Отори Кэйсукэ продолжал использовать свои знания западного обучения на благо своих сокамерников. Анекдот рассказывает, что во время заключения он не только исправил дурные привычки начальника тюрьмы, но и сумел ввести среди заключенных парламентскую систему.
После освобождения в 1872 году Отори Кэйсукэ согласился работать в правительстве Мэйдзи, сначала занимаясь мелиорацией земель, а затем в 1886 году став президентом школы пэров Гакусюин. В 1889 году Отори был отправлен послом в китайскую династию Цин и корейская династия Чосон. Он также сыграл важную роль в открытии Первой китайско-японской войны.
Отори Кэйсукэ также участвовал в усилиях по сохранению истории. Начиная с 1898 года, он помогал в редактировании и публикации журнала "Кью бакуфу, в котором основное внимание уделялось архивированию мемуаров и рассказов о бывшем сёгунате людьми, входившими в его ряды. Он также участвовал в строительстве памятника погибшим на войне в Хакодате.
Отори Кэйсукэ скончался от рака пищевода через два месяца после своего 78-летия.